# La Mariée morte

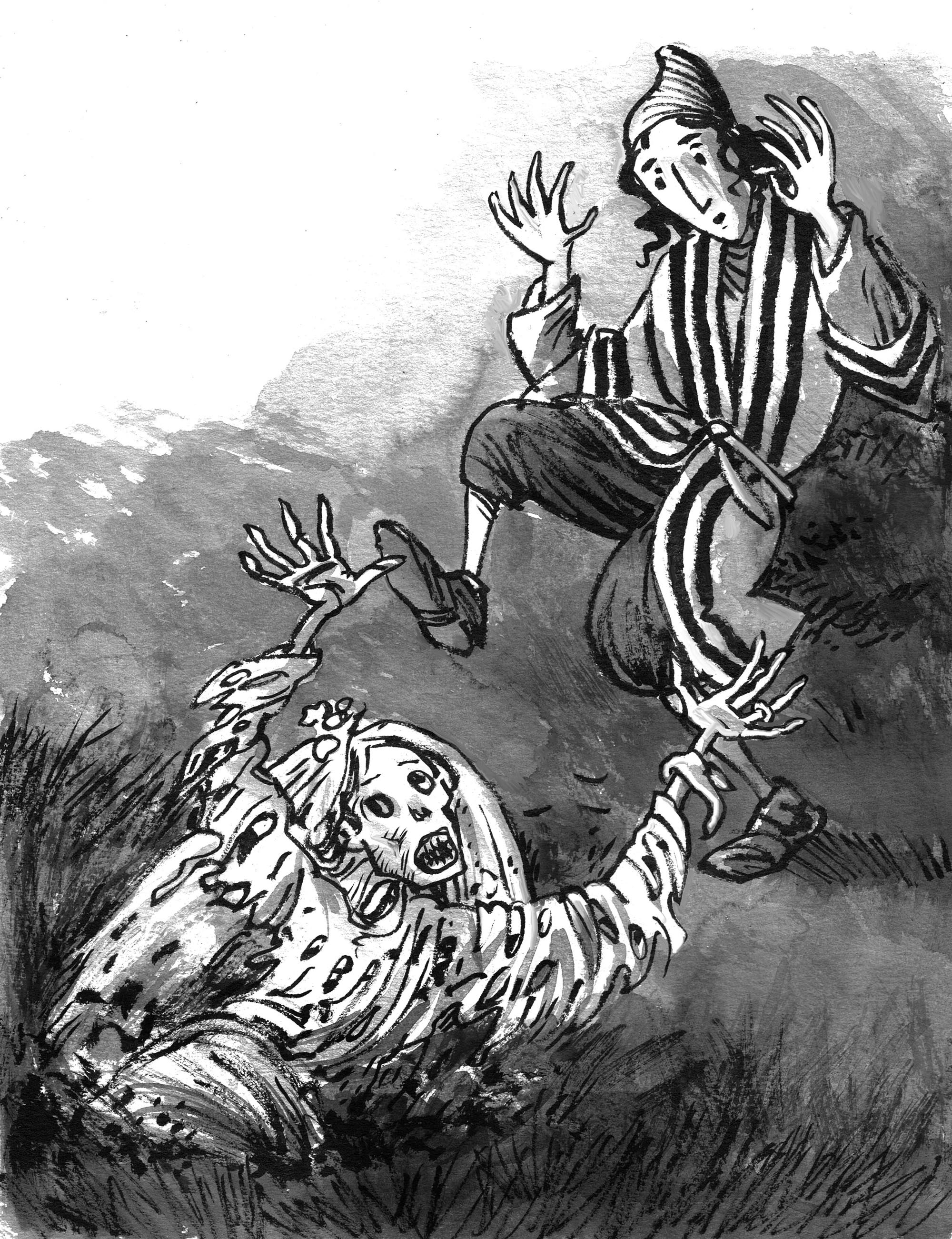
La Mariée morte

La Mariée morte, ou La Morte Fiancée, est une légende juive remontant au XVIe siècle racontant l'union malencontreuse d'un jeune homme et d'une jeune fille morte. Cette légende a connu de très nombreuses versions et variantes dans les pays de tradition juive, Europe de l’Est, Allemagne, et des développements littéraires à partir de la fin du XVIIIe siècle avec le romantisme et le goût pour le fantastique. 

## Origine
La première version connue de l’histoire se trouve dans le Kitvey HaArizal, recueil de textes du XVIIe siècle en l’honneur du kabbaliste Isaac Louria (1534-1572), où ce saint personnage est sollicité pour donner son avis : l’histoire étant donnée pour véridique, il s’agit bien d’une légende, et non d’un conte (le conte étant toujours admis comme une fiction). Les récits de mariages surnaturels de ce genre sont vraisemblablement antérieurs : Howard Schwartz, spécialiste des mythologies juives, les fait remonter à Lilith, première femme d’Adam, qui revendique égalité et indépendance et passe du côté des forces maléfiques. Des récits de mariages entre un homme et une créature démoniaque, la volonté de se libérer de vœux faits dans l’insouciance, le recours au tribunal rabbinique sont des constantes. La légende sert d’avertissement contre les conduites inconsidérées. Logiquement, la légende est véhiculée dans tous les pays où vivent des communautés juives, notamment en Russie et en Europe de l’Est. Les pogroms du XIXe siècle y auraient ravivé l’image de la jeune fille assassinée et enterrée dans sa robe de mariée.

## Synopsis
Un jeune homme de Safed (la ville où vécut Isaac Louria) va se marier. La veille de son mariage, il se promène avec deux amis. Ils voient, émergeant du sol, une sorte de tige qui ressemble à un doigt. Pour plaisanter, le jeune homme passe sur ce doigt l’anneau nuptial, et en fait le tour en prononçant les formules rituelles de la cérémonie. Aussitôt, à sa grande frayeur, une main surgit de la terre, puis le corps décharné d’une jeune fille qui était enterrée là, portant les restes d’une robe de mariée, et qui réclame maintenant son époux légitime. Les jeunes gens épouvantés s’enfuient. Le lendemain, le jeune marié et sa fiancée officielle sont devant le rabbin, quand la morte surgit et fait valoir ses droits : les rites ont été effectués en présence de deux témoins, son mariage est donc valide. Le rabbin (ou Isaac Louria lui-même) doit reconnaître que le mariage est valide, mais il ajoute qu’il y a des éléments qui doivent être pris en compte, d’abord que les vœux du fiancé n’étaient pas sincères, alors que son engagement était connu de tous, et surtout que les morts ne peuvent pas intervenir parmi les vivants. Dans certaines versions, le fiancé doit prononcer des formules de divorce ou de répudiation. Ainsi déboutée de ses prétentions, la morte retombe inanimée, on la fait enterrer profondément, et le jeune couple officiel peut enfin se marier.

## Diffusion

### Contes
Aarne et Thompson, dans leur classification, ont intégré une catégorie AT 365 : The Bridegroom carries off the Bride (« Le fiancé mort emmène la fiancée »). De nombreux contes en Russie et Europe de l’Est, Scandinavie, des contes d’Angleterre, d’Islande, et un conte inédit des frères Grimm : L’Abbesse et le Diable, s’y rattachent. En Allemagne également, c’est le thème de la Ballade de Lénore de Gottfried August Bürger (1778) : son fiancé, mort à la guerre, vient la chercher à cheval et il l’entraîne avec lui dans la tombe après une chevauchée fantastique. En France, le conte existe sous plusieurs versions en Bretagne, recueillies par Souvestre, Paul Sébillot, Le Braz, Cadic. On y retrouve souvent la chevauchée sous la lune et la terreur croissante de la jeune fille, emportée dans la tombe ou sauvée de justesse.

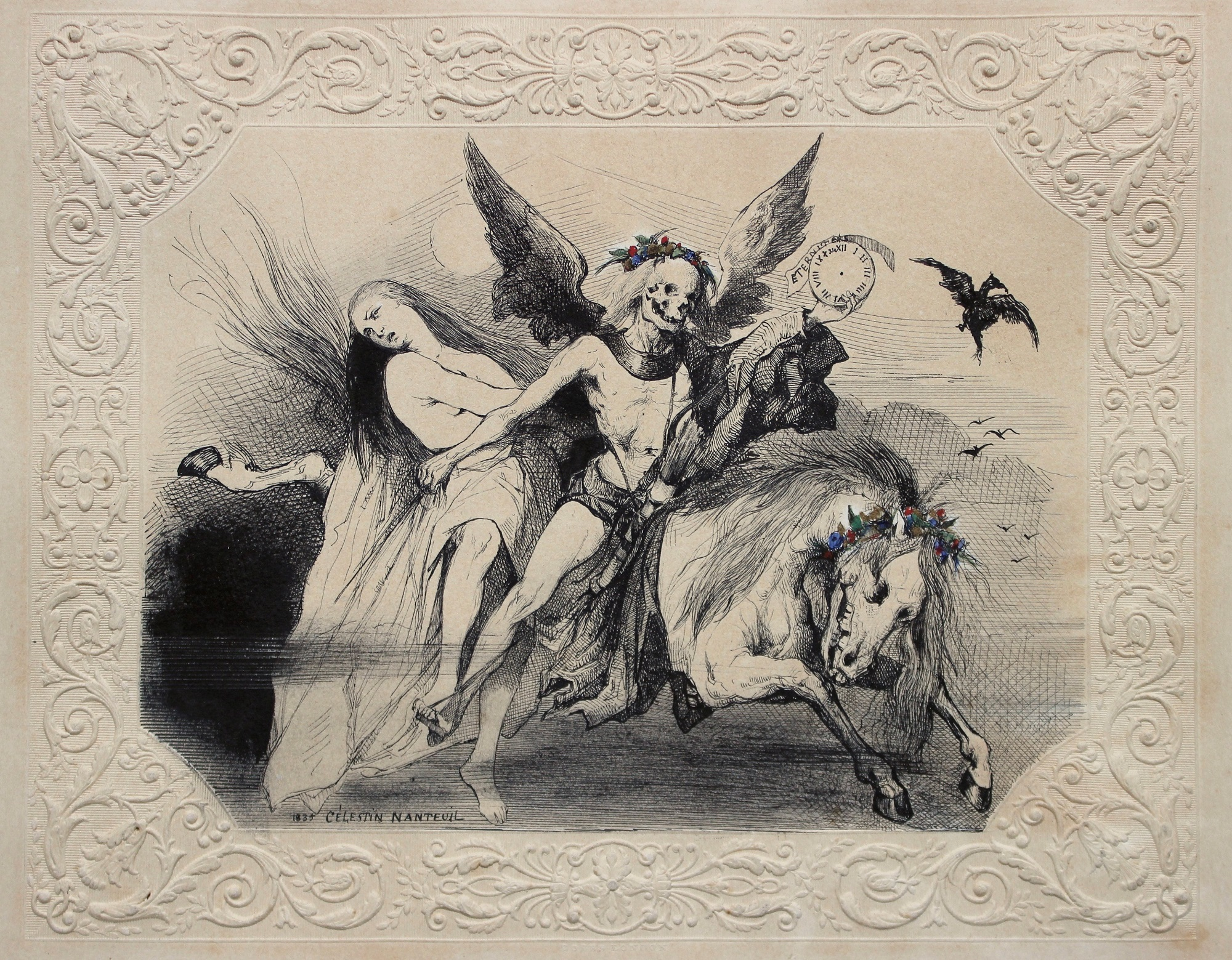
Célestin Nanteuil, La Ballade de Lénore, 1835.

Beaucoup de ces contes sont localisés et peuvent s’apparenter à des légendes. Dans chacun c’est le fiancé qui est mort, et il est toujours mû par un esprit maléfique. Aussi y a-t-il peu de relation directe avec la légende de la Mariée morte.

### Littérature
Le thème de la relation entre vivant et mort est un des plus anciens qui soient. Phlégon raconte dans Le livre des Merveilles l’histoire d’un jeune homme, invité dans la maison d’un couple qui vient de perdre sa fille. Dans la nuit, il reçoit dans son lit une jeune fille, qui disparaît le matin. Avertie par la servante, la mère guette et la nuit suivante, elle reconnaît sa fille morte. Goethe reprend l’histoire en 1797 dans son poème  Die Braut von Korinth. Alexandre Dumas (La Femme au collier de velours, histoire qui fait référence à Charles Nodier et dont le personnage central s’appelle Hoffman comme l’écrivain E.T.A. Hoffmann), Prosper Mérimée (La Vénus d'Ille), Washington Irving (Le Cas de l’étudiant allemand — amoureux d’une femme décapitée), etc. ont écrit des variations sur le thème. Un ouvrage  reprend d'ailleurs dans leur intégralité l'ensemble de ces textes et le jeu de leurs différentes réécritures, dès le dix-septième siècle. 
« La Mariée morte » (Die Todtenbraut), inspirée assez librement d’une des versions de la légende originale, est un des récits du recueil Das Gespensterbuch (« Le livre des fantômes »), de plusieurs auteurs parmi lesquels se trouvaient Friedrich Laun (pseudonyme de Friedrich August Schulze) et de Johann August Apel, paru à partir de 1811. L’année suivante, paraît en France Fantasmagoriana, ou Recueil d'histoires d'apparitions de spectres, revenans, fantômes, etc., traduit de l'allemand par un amateur, Schoell édit., 1812, en réalité une traduction par Jean-Baptiste Benoît Eyriès). Du français, le recueil est traduit en anglais (anonymement), sous le titre Tales of the Dead (« Contes des Morts ») par Sarah Elizabeth Uttison (1781-1851) qui élimine certains récits du recueil français, et en rajoute de son cru. Cette édition anglaise connaît un succès auprès d’auteurs comme Mary Shelley, dont certains passages du Frankenstein sont clairement inspirés de Fantasmagoriana, ou John William Polidori. Ces recueils n’ont pratiquement pas connu de rééditions, mais beaucoup de récits ont été republiés séparément ou dans des anthologies. La première réédition complète de ce recueil de 1812 paraît en 2015.

### Cinéma
La légende a inspiré Tim Burton pour l'histoire des Noces funèbres. Le texte d’origine, sans nom d’auteur ni sources, est donné sous la forme littéraire d’un conte russe. Un commentaire ajoute que lors des pogroms contre les Juifs dans la Russie du XIXe siècle, une jeune mariée pouvait avoir été assassinée et ensuite enterrée dans sa robe de mariée ensanglantée.